# Stara Huta (Żyrardów)
Pour les articles homonymes, voir Stara Huta.
Stara Huta (prononcé en polonais : [ˈstara ˈxuta]) est un village polonais de la gmina de Puszcza Mariańska dans la powiat de Żyrardów de la voïvodie de Mazovie dans le centre-est de la Pologne.

## Histoire
De 1975 à 1998, le village appartenait administrativement à la voïvodie de Skierniewice.